# Prodotti agroalimentari tradizionali laziali
I Prodotti Agroalimentari Tradizionali laziali (PAT) riconosciuti dal Ministero delle politiche agricole alimentari e forestali, su proposta della Regione Lazio sono i seguenti, aggiornati al 16 giugno 2008, data della penultima revisione dei P.A.T.:
| N.  | Immagine | Definizione (dati ufficiali del Ministero delle politiche agricole alimentari e forestali) | Settore                                                                                             | Regione                                                  |
| --- | -------- | --- | --------------------------------------------------------------------------------------------------- | -------------------------------------------------------- |
| 1   |          | Liquore di genziana | Bevande analcoliche, distillati e liquori                                                           | Lazio Archiviato il 29 ottobre 2007 in Internet Archive. |
| 2   |          | Liquore fragolino | Bevande analcoliche, distillati e liquori                                                           | Lazio Archiviato il 29 ottobre 2007 in Internet Archive. |
| 3   |          | Liquore nocino | Bevande analcoliche, distillati e liquori                                                           | Lazio Archiviato il 29 ottobre 2007 in Internet Archive. |
| 4   |          | Mistrà | Bevande analcoliche, distillati e liquori                                                           | Lazio Archiviato il 29 ottobre 2007 in Internet Archive. |
| 5   |          | Sambuca romana | Bevande analcoliche, distillati e liquori                                                           | Lazio Archiviato il 29 ottobre 2007 in Internet Archive. |
| 6   |          | Sambuca viterbese | Bevande analcoliche, distillati e liquori                                                           | Lazio Archiviato il 29 ottobre 2007 in Internet Archive. |
| 7   |          | Braciole sott'olio | Carni (e frattaglie) fresche e loro preparazioni                                                    | Lazio Archiviato il 29 ottobre 2007 in Internet Archive. |
| 8   |          | Buddellucci o viarelli | Carni (e frattaglie) fresche e loro preparazioni                                                    | Lazio Archiviato il 29 ottobre 2007 in Internet Archive. |
| 9   |          | Capocollo o lonza | Carni (e frattaglie) fresche e loro preparazioni                                                    | Lazio Archiviato il 29 ottobre 2007 in Internet Archive. |
| 10  |          | Carne di bovino maremmano | Carni (e frattaglie) fresche e loro preparazioni                                                    | Lazio Archiviato il 29 ottobre 2007 in Internet Archive. |
| 11  |          | Carne di coniglio leprino viterbese | Carni (e frattaglie) fresche e loro preparazioni                                                    | Lazio Archiviato il 29 ottobre 2007 in Internet Archive. |
| 12  |          | Carne di pecora secca | Carni (e frattaglie) fresche e loro preparazioni                                                    | Lazio Archiviato il 29 ottobre 2007 in Internet Archive. |
| 13  |          | Coppa (viterbese, reatina) | Carni (e frattaglie) fresche e loro preparazioni                                                    | Lazio Archiviato il 29 ottobre 2007 in Internet Archive. |
| 14  |          | Coppiette (di cavallo, suino, bovino) | Carni (e frattaglie) fresche e loro preparazioni                                                    | Lazio Archiviato il 29 ottobre 2007 in Internet Archive. |
| 15  |          | Filetto di Leonessa | Carni (e frattaglie) fresche e loro preparazioni                                                    | Lazio Archiviato il 29 ottobre 2007 in Internet Archive. |
| 16  |          | Guanciale | Carni (e frattaglie) fresche e loro preparazioni                                                    | Lazio Archiviato il 29 ottobre 2007 in Internet Archive. |
| 17  |          | Guanciale amatriciano | Carni (e frattaglie) fresche e loro preparazioni                                                    | Lazio Archiviato il 29 ottobre 2007 in Internet Archive. |
| 18  |          | Guanciale dei Monti Lepini al maiale nero | Carni (e frattaglie) fresche e loro preparazioni                                                    | Lazio Archiviato il 29 ottobre 2007 in Internet Archive. |
| 19  |          | Lardo (di leonessa, di San Nicola) | Carni (e frattaglie) fresche e loro preparazioni                                                    | Lazio Archiviato il 29 ottobre 2007 in Internet Archive. |
| 20  |          | Lardo stagionato al maiale nero | Carni (e frattaglie) fresche e loro preparazioni                                                    | Lazio Archiviato il 29 ottobre 2007 in Internet Archive. |
| 21  |          | Lombetto della Sabina e dei Monti della Laga | Carni (e frattaglie) fresche e loro preparazioni                                                    | Lazio Archiviato il 29 ottobre 2007 in Internet Archive. |
| 22  |          | Lombetto o lonza | Carni (e frattaglie) fresche e loro preparazioni                                                    | Lazio Archiviato il 29 ottobre 2007 in Internet Archive. |
| 23  |          | Mortadella romana ( di Amatrice ed Accumuli, viterbese) | Carni (e frattaglie) fresche e loro preparazioni                                                    | Lazio Archiviato il 29 ottobre 2007 in Internet Archive. |
| 24  |          | Mortadella di cavallo | Carni (e frattaglie) fresche e loro preparazioni                                                    | Lazio Archiviato il 29 ottobre 2007 in Internet Archive. |
| 25  |          | Mortadella di manzetta maremmana | Carni (e frattaglie) fresche e loro preparazioni                                                    | Lazio Archiviato il 29 ottobre 2007 in Internet Archive. |
| 26  |          | Omento di maiale (beverelli) | Carni (e frattaglie) fresche e loro preparazioni                                                    | Lazio Archiviato il 29 ottobre 2007 in Internet Archive. |
| 27  |          | Pancetta di suino | Carni (e frattaglie) fresche e loro preparazioni                                                    | Lazio Archiviato il 29 ottobre 2007 in Internet Archive. |
| 28  |          | Pancetta tesa stagionata alle erbe al maiale nero | Carni (e frattaglie) fresche e loro preparazioni                                                    | Lazio Archiviato il 29 ottobre 2007 in Internet Archive. |
| 29  |          | Porchetta (di Ariccia, di Vallerano, di Poggio Bustone) | Carni (e frattaglie) fresche e loro preparazioni                                                    | Lazio Archiviato il 29 ottobre 2007 in Internet Archive. |
| 30  |          | Prosciutto (di Guarcino, di Bassiano) | Carni (e frattaglie) fresche e loro preparazioni                                                    | Lazio Archiviato il 29 ottobre 2007 in Internet Archive. |
| 31  |          | Prosciutto amatriciano | Carni (e frattaglie) fresche e loro preparazioni                                                    | Lazio Archiviato il 29 ottobre 2007 in Internet Archive. |
| 32  |          | Prosciutto cotto al vino di Cori | Carni (e frattaglie) fresche e loro preparazioni                                                    | Lazio Archiviato il 29 ottobre 2007 in Internet Archive. |
| 33  |          | Prosciutto dei Monti Lepini al maiale nero | Carni (e frattaglie) fresche e loro preparazioni                                                    | Lazio Archiviato il 29 ottobre 2007 in Internet Archive. |
| 34  |          | Prosciutto di montagna della Tuscia | Carni (e frattaglie) fresche e loro preparazioni                                                    | Lazio Archiviato il 29 ottobre 2007 in Internet Archive. |
| 35  |          | Salame cotto (salame cotto della Tuscia) | Carni (e frattaglie) fresche e loro preparazioni                                                    | Lazio Archiviato il 29 ottobre 2007 in Internet Archive. |
| 36  |          | Salame paesano | Carni (e frattaglie) fresche e loro preparazioni                                                    | Lazio Archiviato il 29 ottobre 2007 in Internet Archive. |
| 37  |          | Salamella cicolana | Carni (e frattaglie) fresche e loro preparazioni                                                    | Lazio Archiviato il 29 ottobre 2007 in Internet Archive. |
| 38  |          | Saldamirelli | Carni (e frattaglie) fresche e loro preparazioni                                                    | Lazio Archiviato il 29 ottobre 2007 in Internet Archive. |
| 39  |          | Salsicce (corallina romana, susianella, al coriandolo, paesana) | Carni (e frattaglie) fresche e loro preparazioni                                                    | Lazio Archiviato il 29 ottobre 2007 in Internet Archive. |
| 40  |          | Salsicce secche di suino (semplici ed aromatiche) | Carni (e frattaglie) fresche e loro preparazioni                                                    | Lazio Archiviato il 29 ottobre 2007 in Internet Archive. |
| 41  |          | Salsiccia al coriandolo di Monte San Biagio (fresca, conservata e secca) | Carni (e frattaglie) fresche e loro preparazioni                                                    | Lazio Archiviato il 29 ottobre 2007 in Internet Archive. |
| 42  |          | Salsiccia dei Monti Lepini al maiale nero | Carni (e frattaglie) fresche e loro preparazioni                                                    | Lazio Archiviato il 29 ottobre 2007 in Internet Archive. |
| 43  |          | Salsiccia di fegato dei Monti Lepini al maiale nero | Carni (e frattaglie) fresche e loro preparazioni                                                    | Lazio Archiviato il 29 ottobre 2007 in Internet Archive. |
| 44  |          | Salsiccia di fegato di suino (mazzafegato di Viterbo, paesana da sugo, semplice) | Carni (e frattaglie) fresche e loro preparazioni                                                    | Lazio Archiviato il 29 ottobre 2007 in Internet Archive. |
| 45  |          | Salsiccia paesana al coriandolo dei Monti Aurunci | Carni (e frattaglie) fresche e loro preparazioni                                                    | Lazio Archiviato il 29 ottobre 2007 in Internet Archive. |
| 46  |          | Salsiccia sott'olio (allo strutto) | Carni (e frattaglie) fresche e loro preparazioni                                                    | Lazio Archiviato il 29 ottobre 2007 in Internet Archive. |
| 47  |          | Spalla di suino (spalluccia) | Carni (e frattaglie) fresche e loro preparazioni                                                    | Lazio Archiviato il 29 ottobre 2007 in Internet Archive. |
| 48  |          | Tordo matto di Zagarolo | Carni (e frattaglie) fresche e loro preparazioni                                                    | Lazio Archiviato il 29 ottobre 2007 in Internet Archive. |
| 49  |          | Vitellina di bufala di Amaseno | Carni (e frattaglie) fresche e loro preparazioni                                                    | Lazio Archiviato il 29 ottobre 2007 in Internet Archive. |
| 50  |          | Vitellone di Itri | Carni (e frattaglie) fresche e loro preparazioni                                                    | Lazio Archiviato il 29 ottobre 2007 in Internet Archive. |
| 51  |          | Zampetti | Carni (e frattaglie) fresche e loro preparazioni                                                    | Lazio Archiviato il 29 ottobre 2007 in Internet Archive. |
| 52  |          | Zauzicchie e salam funnan | Carni (e frattaglie) fresche e loro preparazioni                                                    | Lazio Archiviato il 29 ottobre 2007 in Internet Archive. |
| 53  |          | Pasta di olive | Condimenti                                                                                          | Lazio Archiviato il 29 ottobre 2007 in Internet Archive. |
| 54  |          | Pestato di olive di Gaeta | Condimenti                                                                                          | Lazio Archiviato il 29 ottobre 2007 in Internet Archive. |
| 55  |          | Salsa all'amatriciana | Condimenti                                                                                          | Lazio Archiviato il 29 ottobre 2007 in Internet Archive. |
| 56  |          | Salsa balsamica di uva | Condimenti                                                                                          | Lazio Archiviato il 29 ottobre 2007 in Internet Archive. |
| 57  |          | Burrata di bufala | Formaggi                                                                                            | Lazio Archiviato il 29 ottobre 2007 in Internet Archive. |
| 58  |          | Cacio di Genazzano | Formaggi                                                                                            | Lazio Archiviato il 29 ottobre 2007 in Internet Archive. |
| 59  |          | Cacio fiore | Formaggi                                                                                            | Lazio Archiviato il 29 ottobre 2007 in Internet Archive. |
| 60  |          | Cacio magno (semplice e alle erbe) | Formaggi                                                                                            | Lazio Archiviato il 29 ottobre 2007 in Internet Archive. |
| 61  |          | Caciocavallo di bufala (semplice e affumicata) | Formaggi                                                                                            | Lazio Archiviato il 29 ottobre 2007 in Internet Archive. |
| 62  |          | Caciocavallo vaccino (semplice e affumicato) | Formaggi                                                                                            | Lazio Archiviato il 29 ottobre 2007 in Internet Archive. |
| 63  |          | Cacioricotta di bufala | Formaggi                                                                                            | Lazio Archiviato il 29 ottobre 2007 in Internet Archive. |
| 64  |          | Caciotta dei Monti della Laga | Formaggi                                                                                            | Lazio Archiviato il 29 ottobre 2007 in Internet Archive. |
| 65  |          | Caciotta della Sabina (semplice e alle erbe) | Formaggi                                                                                            | Lazio Archiviato il 29 ottobre 2007 in Internet Archive. |
| 66  |          | Caciotta di bufala (pontina) | Formaggi                                                                                            | Lazio Archiviato il 29 ottobre 2007 in Internet Archive. |
| 67  |          | Caciotta di mucca | Formaggi                                                                                            | Lazio Archiviato il 29 ottobre 2007 in Internet Archive. |
| 68  |          | Caciotta di vacca ciociara (semplice ed aromatizzata) | Formaggi                                                                                            | Lazio Archiviato il 29 ottobre 2007 in Internet Archive. |
| 69  |          | Caciotta genuina romana | Formaggi                                                                                            | Lazio Archiviato il 29 ottobre 2007 in Internet Archive. |
| 70  |          | Caciotta mista ai bronzi | Formaggi                                                                                            | Lazio Archiviato il 29 ottobre 2007 in Internet Archive. |
| 71  |          | Caciotta mista della Tuscia | Formaggi                                                                                            | Lazio Archiviato il 29 ottobre 2007 in Internet Archive. |
| 72  |          | Caciotta mista ovi-vaccina del Lazio | Formaggi                                                                                            | Lazio Archiviato il 29 ottobre 2007 in Internet Archive. |
| 73  |          | Caciottina di bufala di Amaseno (semplice e aromatizzata) | Formaggi                                                                                            | Lazio Archiviato il 29 ottobre 2007 in Internet Archive. |
| 74  |          | Ciambella di Morolo | Formaggi                                                                                            | Lazio Archiviato il 29 ottobre 2007 in Internet Archive. |
| 75  |          | Conciato di San Vittore | Formaggi                                                                                            | Lazio Archiviato il 29 ottobre 2007 in Internet Archive. |
| 76  |          | Formaggio e caciotta di pecora sott'olio | Formaggi                                                                                            | Lazio Archiviato il 29 ottobre 2007 in Internet Archive. |
| 77  |          | Formaggio di capra | Formaggi                                                                                            | Lazio Archiviato il 29 ottobre 2007 in Internet Archive. |
| 78  |          | Gran cacio di Morolo | Formaggi                                                                                            | Lazio Archiviato il 29 ottobre 2007 in Internet Archive. |
| 79  |          | Marzolino e/o marzolina | Formaggi                                                                                            | Lazio Archiviato il 29 ottobre 2007 in Internet Archive. |
| 80  |          | Pecorino (viterbese, ciociaro, di Picinisco) | Formaggi                                                                                            | Lazio Archiviato il 29 ottobre 2007 in Internet Archive. |
| 81  |          | Pecorino ai bronzi | Formaggi                                                                                            | Lazio Archiviato il 29 ottobre 2007 in Internet Archive. |
| 82  |          | Pecorino dei Monti della Laga | Formaggi                                                                                            | Lazio Archiviato il 29 ottobre 2007 in Internet Archive. |
| 83  |          | Pecorino della Sabina (semplice e alle erbe) | Formaggi                                                                                            | Lazio Archiviato il 29 ottobre 2007 in Internet Archive. |
| 84  |          | Pecorino di Amatrice | Formaggi                                                                                            | Lazio Archiviato il 29 ottobre 2007 in Internet Archive. |
| 85  |          | Pecorino in grotta del viterbese | Formaggi                                                                                            | Lazio Archiviato il 29 ottobre 2007 in Internet Archive. |
| 86  |          | Pressato a mano | Formaggi                                                                                            | Lazio Archiviato il 29 ottobre 2007 in Internet Archive. |
| 87  |          | Provola di bufala (semplice e affumicata) | Formaggi                                                                                            | Lazio Archiviato il 29 ottobre 2007 in Internet Archive. |
| 88  |          | Provola di vacca (semplice e affumicata) | Formaggi                                                                                            | Lazio Archiviato il 29 ottobre 2007 in Internet Archive. |
| 89  |          | Provolone vaccino | Formaggi                                                                                            | Lazio Archiviato il 29 ottobre 2007 in Internet Archive. |
| 90  |          | Scamorza vaccina (semplice e ripiena) | Formaggi                                                                                            | Lazio Archiviato il 29 ottobre 2007 in Internet Archive. |
| 91  |          | Squarquaglione dei Monti Lepini | Formaggi                                                                                            | Lazio Archiviato il 29 ottobre 2007 in Internet Archive. |
| 92  |          | Burro di san filippo | Grassi (burro, margarina, oli)                                                                      | Lazio Archiviato il 29 ottobre 2007 in Internet Archive. |
| 93  |          | Olio monovarietale extra vergine di carboncella | Grassi (burro, margarina, oli)                                                                      | Lazio Archiviato il 29 ottobre 2007 in Internet Archive. |
| 94  |          | Olio monovarietale extra vergine di ciera | Grassi (burro, margarina, oli)                                                                      | Lazio Archiviato il 29 ottobre 2007 in Internet Archive. |
| 95  |          | Olio monovarietale extra vergine di itrana | Grassi (burro, margarina, oli)                                                                      | Lazio Archiviato il 29 ottobre 2007 in Internet Archive. |
| 96  |          | Olio monovarietale extra vergine di marina | Grassi (burro, margarina, oli)                                                                      | Lazio Archiviato il 29 ottobre 2007 in Internet Archive. |
| 97  |          | Olio monovarietale extra vergine di salviana | Grassi (burro, margarina, oli)                                                                      | Lazio Archiviato il 29 ottobre 2007 in Internet Archive. |
| 98  |          | Olio monovarietale extra vergine di sirole | Grassi (burro, margarina, oli)                                                                      | Lazio Archiviato il 29 ottobre 2007 in Internet Archive. |
| 99  |          | Actinidia | Prodotti vegetali allo stato naturale o trasformati                                                 | Lazio Archiviato il 29 ottobre 2007 in Internet Archive. |
| 100 |          | Aglio rosso di Castelliri | Prodotti vegetali allo stato naturale o trasformati                                                 | Lazio Archiviato il 29 ottobre 2007 in Internet Archive. |
| 101 |          | Aglio rosso di Proceno | Prodotti vegetali allo stato naturale o trasformati                                                 | Lazio Archiviato il 29 ottobre 2007 in Internet Archive. |
| 102 |          | Arancio biondo di Fondi | Prodotti vegetali allo stato naturale o trasformati                                                 | Lazio Archiviato il 29 ottobre 2007 in Internet Archive. |
| 103 |          | Asparago verde di Canino e Montalto di Castro | Prodotti vegetali allo stato naturale o trasformati                                                 | Lazio Archiviato il 29 ottobre 2007 in Internet Archive. |
| 104 |          | Broccoletti sezzesi "sini" | Prodotti vegetali allo stato naturale o trasformati                                                 | Lazio Archiviato il 29 ottobre 2007 in Internet Archive. |
| 105 |          | Broccoletto di Anguillara | Prodotti vegetali allo stato naturale o trasformati                                                 | Lazio Archiviato il 29 ottobre 2007 in Internet Archive. |
| 106 |          | Broccolo romanesco | Prodotti vegetali allo stato naturale o trasformati                                                 | Lazio Archiviato il 29 ottobre 2007 in Internet Archive. |
| 107 |          | Carciofini sott'olio | Prodotti vegetali allo stato naturale o trasformati                                                 | Lazio Archiviato il 29 ottobre 2007 in Internet Archive. |
| 108 |          | Carciofo di Orte | Prodotti vegetali allo stato naturale o trasformati                                                 | Lazio Archiviato il 29 ottobre 2007 in Internet Archive. |
| 109 |          | Carciofo di Sezze | Prodotti vegetali allo stato naturale o trasformati                                                 | Lazio Archiviato il 29 ottobre 2007 in Internet Archive. |
| 110 |          | Carciofo di Tarquinia o della Maremma viterbese | Prodotti vegetali allo stato naturale o trasformati                                                 | Lazio Archiviato il 29 ottobre 2007 in Internet Archive. |
| 111 |          | Carote di Viterbo in bagno aromatico | Prodotti vegetali allo stato naturale o trasformati                                                 | Lazio Archiviato il 29 ottobre 2007 in Internet Archive. |
| 112 |          | Castagna di Terelle | Prodotti vegetali allo stato naturale o trasformati                                                 | Lazio Archiviato il 29 ottobre 2007 in Internet Archive. |
| 113 |          | Cece del solco dritto di Valentano | Prodotti vegetali allo stato naturale o trasformati                                                 | Lazio Archiviato il 29 ottobre 2007 in Internet Archive. |
| 114 |          | Ceci | Prodotti vegetali allo stato naturale o trasformati                                                 | Lazio Archiviato il 29 ottobre 2007 in Internet Archive. |
| 115 |          | Cicerchia | Prodotti vegetali allo stato naturale o trasformati                                                 | Lazio Archiviato il 29 ottobre 2007 in Internet Archive. |
| 116 |          | Cicerchia di Campodimele | Prodotti vegetali allo stato naturale o trasformati                                                 | Lazio Archiviato il 29 ottobre 2007 in Internet Archive. |
| 117 |          | Cicoria di catalogna frastagliata di Gaeta (puntarelle) | Prodotti vegetali allo stato naturale o trasformati                                                 | Lazio Archiviato il 29 ottobre 2007 in Internet Archive. |
| 118 |          | Ciliegia di Celleno | Prodotti vegetali allo stato naturale o trasformati                                                 | Lazio Archiviato il 29 ottobre 2007 in Internet Archive. |
| 119 |          | Ciliegia Ravenna della Sabina | Prodotti vegetali allo stato naturale o trasformati                                                 | Lazio Archiviato il 29 ottobre 2007 in Internet Archive. |
| 120 |          | Cipolle, peperoni e pere sott'aceto | Prodotti vegetali allo stato naturale o trasformati                                                 | Lazio Archiviato il 29 ottobre 2007 in Internet Archive. |
| 121 |          | Fagiolina arsolana | Prodotti vegetali allo stato naturale o trasformati                                                 | Lazio Archiviato il 29 ottobre 2007 in Internet Archive. |
| 122 |          | Fagiolo a pisello | Prodotti vegetali allo stato naturale o trasformati                                                 | Lazio Archiviato il 29 ottobre 2007 in Internet Archive. |
| 123 |          | Fagiolo borbontino | Prodotti vegetali allo stato naturale o trasformati                                                 | Lazio Archiviato il 29 ottobre 2007 in Internet Archive. |
| 124 |          | Fagiolo cannellino di Atina | Prodotti vegetali allo stato naturale o trasformati                                                 | Lazio Archiviato il 29 ottobre 2007 in Internet Archive. |
| 125 |          | Fagiolo cappellette di Vallepietra | Prodotti vegetali allo stato naturale o trasformati                                                 | Lazio Archiviato il 29 ottobre 2007 in Internet Archive. |
| 126 |          | Fagiolo ciavattone piccolo | Prodotti vegetali allo stato naturale o trasformati                                                 | Lazio Archiviato il 29 ottobre 2007 in Internet Archive. |
| 127 |          | Fagiolo cioncone | Prodotti vegetali allo stato naturale o trasformati                                                 | Lazio Archiviato il 29 ottobre 2007 in Internet Archive. |
| 128 |          | Fagiolo del purgatorio di Gradoli | Prodotti vegetali allo stato naturale o trasformati                                                 | Lazio Archiviato il 29 ottobre 2007 in Internet Archive. |
| 129 |          | Fagiolo di Sutri | Prodotti vegetali allo stato naturale o trasformati                                                 | Lazio Archiviato il 29 ottobre 2007 in Internet Archive. |
| 130 |          | Fagiolo gentile di Labro | Prodotti vegetali allo stato naturale o trasformati                                                 | Lazio Archiviato il 29 ottobre 2007 in Internet Archive. |
| 131 |          | Fagiolo giallo | Prodotti vegetali allo stato naturale o trasformati                                                 | Lazio Archiviato il 29 ottobre 2007 in Internet Archive. |
| 132 |          | Fagiolo regina di Marano Equo | Prodotti vegetali allo stato naturale o trasformati                                                 | Lazio Archiviato il 29 ottobre 2007 in Internet Archive. |
| 133 |          | Fagiolo solfarino | Prodotti vegetali allo stato naturale o trasformati                                                 | Lazio Archiviato il 29 ottobre 2007 in Internet Archive. |
| 134 |          | Fagiolo verdolino | Prodotti vegetali allo stato naturale o trasformati                                                 | Lazio Archiviato il 29 ottobre 2007 in Internet Archive. |
| 135 |          | Fagiolone di Vallepietra | Prodotti vegetali allo stato naturale o trasformati                                                 | Lazio Archiviato il 29 ottobre 2007 in Internet Archive. |
| 136 |          | Farina di marroni | Prodotti vegetali allo stato naturale o trasformati                                                 | Lazio Archiviato il 29 ottobre 2007 in Internet Archive. |
| 137 |          | Farro | Prodotti vegetali allo stato naturale o trasformati                                                 | Lazio Archiviato il 29 ottobre 2007 in Internet Archive. |
| 138 |          | Farro dei Monti Lucretili | Prodotti vegetali allo stato naturale o trasformati                                                 | Lazio Archiviato il 29 ottobre 2007 in Internet Archive. |
| 139 |          | Farro del pungolo di Acquapendente | Prodotti vegetali allo stato naturale o trasformati                                                 | Lazio Archiviato il 29 ottobre 2007 in Internet Archive. |
| 140 |          | Ferlengo o finferlo di Tarquinia | Prodotti vegetali allo stato naturale o trasformati                                                 | Lazio Archiviato il 29 ottobre 2007 in Internet Archive. |
| 141 |          | Fichi sciroppati con nocciole | Prodotti vegetali allo stato naturale o trasformati                                                 | Lazio Archiviato il 29 ottobre 2007 in Internet Archive. |
| 142 |          | Fichi secchi di Sonnino | Prodotti vegetali allo stato naturale o trasformati                                                 | Lazio Archiviato il 29 ottobre 2007 in Internet Archive. |
| 143 |          | Finocchio della Maremma viterbese | Prodotti vegetali allo stato naturale o trasformati                                                 | Lazio Archiviato il 29 ottobre 2007 in Internet Archive. |
| 144 |          | Fragola di Terracina | Prodotti vegetali allo stato naturale o trasformati                                                 | Lazio Archiviato il 29 ottobre 2007 in Internet Archive. |
| 145 |          | Fragolina di Nemi | Prodotti vegetali allo stato naturale o trasformati                                                 | Lazio Archiviato il 29 ottobre 2007 in Internet Archive. |
| 146 |          | Lattuga signorinella di Formia | Prodotti vegetali allo stato naturale o trasformati                                                 | Lazio Archiviato il 29 ottobre 2007 in Internet Archive. |
| 147 |          | Lenticchia di Onano | Prodotti vegetali allo stato naturale o trasformati                                                 | Lazio Archiviato il 29 ottobre 2007 in Internet Archive. |
| 148 |          | Lenticchia di Rascino | Prodotti vegetali allo stato naturale o trasformati                                                 | Lazio Archiviato il 29 ottobre 2007 in Internet Archive. |
| 149 |          | Lenticchia di Ventotene | Prodotti vegetali allo stato naturale o trasformati                                                 | Lazio Archiviato il 29 ottobre 2007 in Internet Archive. |
| 150 |          | Mais agostinella | Prodotti vegetali allo stato naturale o trasformati                                                 | Lazio Archiviato il 29 ottobre 2007 in Internet Archive. |
| 151 |          | Marmellata di agrumi | Prodotti vegetali allo stato naturale o trasformati                                                 | Lazio Archiviato il 29 ottobre 2007 in Internet Archive. |
| 152 |          | Marmellata di castagne | Prodotti vegetali allo stato naturale o trasformati                                                 | Lazio Archiviato il 29 ottobre 2007 in Internet Archive. |
| 153 |          | Marmellata di mele al mosto cotto | Prodotti vegetali allo stato naturale o trasformati                                                 | Lazio Archiviato il 29 ottobre 2007 in Internet Archive. |
| 154 |          | Marmellata di uva fragola | Prodotti vegetali allo stato naturale o trasformati                                                 | Lazio Archiviato il 29 ottobre 2007 in Internet Archive. |
| 155 |          | Marmellata di viscioli | Prodotti vegetali allo stato naturale o trasformati                                                 | Lazio Archiviato il 29 ottobre 2007 in Internet Archive. |
| 156 |          | Marrone (dei Monti Cimini, di Cave) | Prodotti vegetali allo stato naturale o trasformati                                                 | Lazio Archiviato il 29 ottobre 2007 in Internet Archive. |
| 157 |          | Marrone di Arcinazzo Romano | Prodotti vegetali allo stato naturale o trasformati                                                 | Lazio Archiviato il 29 ottobre 2007 in Internet Archive. |
| 158 |          | Marrone di Latera | Prodotti vegetali allo stato naturale o trasformati                                                 | Lazio Archiviato il 29 ottobre 2007 in Internet Archive. |
| 159 |          | Marrone segnino | Prodotti vegetali allo stato naturale o trasformati                                                 | Lazio Archiviato il 29 ottobre 2007 in Internet Archive. |
| 160 |          | Melanzane sott'olio | Prodotti vegetali allo stato naturale o trasformati                                                 | Lazio Archiviato il 29 ottobre 2007 in Internet Archive. |
| 161 |          | Mentuccia essiccata | Prodotti vegetali allo stato naturale o trasformati                                                 | Lazio Archiviato il 29 ottobre 2007 in Internet Archive. |
| 162 |          | Mosciarella di Capranica Prenestina | Prodotti vegetali allo stato naturale o trasformati                                                 | Lazio Archiviato il 29 ottobre 2007 in Internet Archive. |
| 163 |          | Nocciola dei Monti Cimini | Prodotti vegetali allo stato naturale o trasformati                                                 | Lazio Archiviato il 29 ottobre 2007 in Internet Archive. |
| 164 |          | Olive da mensa bianche e nere (di Latina, Frosinone, parte della provincia di Roma): olive calce e cenere, olive di Gaeta, oliva bianca di Itri, olive al fumo, olive sott'olio, olive spaccate e condite, olive in salamoia, olive essiccate | Prodotti vegetali allo stato naturale o trasformati                                                 | Lazio Archiviato il 29 ottobre 2007 in Internet Archive. |
| 165 |          | Orzo perlato dell'Alto Lazio | Prodotti vegetali allo stato naturale o trasformati                                                 | Lazio Archiviato il 29 ottobre 2007 in Internet Archive. |
| 166 |          | Passata di pomodoro da spagnoletta di Gaeta | Prodotti vegetali allo stato naturale o trasformati                                                 | Lazio Archiviato il 29 ottobre 2007 in Internet Archive. |
| 167 |          | Patata dell'Alto Viterbese | Prodotti vegetali allo stato naturale o trasformati                                                 | Lazio Archiviato il 29 ottobre 2007 in Internet Archive. |
| 168 |          | Patata di Leonessa | Prodotti vegetali allo stato naturale o trasformati                                                 | Lazio Archiviato il 29 ottobre 2007 in Internet Archive. |
| 169 |          | Peperone "corno di bue" di Pontecorvo | Prodotti vegetali allo stato naturale o trasformati                                                 | Lazio Archiviato il 29 ottobre 2007 in Internet Archive. |
| 170 |          | Peperone alla vinaccia | Prodotti vegetali allo stato naturale o trasformati                                                 | Lazio Archiviato il 29 ottobre 2007 in Internet Archive. |
| 171 |          | Peperoni secchi | Prodotti vegetali allo stato naturale o trasformati                                                 | Lazio Archiviato il 29 ottobre 2007 in Internet Archive. |
| 172 |          | Pere sciroppate al mosto | Prodotti vegetali allo stato naturale o trasformati                                                 | Lazio Archiviato il 29 ottobre 2007 in Internet Archive. |
| 173 |          | Pesche o percoche sciroppate | Prodotti vegetali allo stato naturale o trasformati                                                 | Lazio Archiviato il 29 ottobre 2007 in Internet Archive. |
| 174 |          | Pinolo del litorale laziale | Prodotti vegetali allo stato naturale o trasformati                                                 | Lazio Archiviato il 29 ottobre 2007 in Internet Archive. |
| 175 |          | Pomodoro corno di toro | Prodotti vegetali allo stato naturale o trasformati                                                 | Lazio Archiviato il 29 ottobre 2007 in Internet Archive. |
| 176 |          | Pomodoro scatolone di Bolsena | Prodotti vegetali allo stato naturale o trasformati                                                 | Lazio Archiviato il 29 ottobre 2007 in Internet Archive. |
| 177 |          | Pomodoro spagnoletta del Golfo di Gaeta e di Formia | Prodotti vegetali allo stato naturale o trasformati                                                 | Lazio Archiviato il 29 ottobre 2007 in Internet Archive. |
| 178 |          | Scorsone o tartufo d'estate | Prodotti vegetali allo stato naturale o trasformati                                                 | Lazio Archiviato il 29 ottobre 2007 in Internet Archive. |
| 179 |          | Tallo sott'olio dell'aglio rosso di Proceno | Prodotti vegetali allo stato naturale o trasformati                                                 | Lazio Archiviato il 29 ottobre 2007 in Internet Archive. |
| 180 |          | Tartufo di Campoli Appennino | Prodotti vegetali allo stato naturale o trasformati                                                 | Lazio Archiviato il 29 ottobre 2007 in Internet Archive. |
| 181 |          | Tartufo dei Monti Lepini | Prodotti vegetali allo stato naturale o trasformati                                                 | Lazio Archiviato il 29 ottobre 2007 in Internet Archive. |
| 182 |          | Tartufo di Cervara | Prodotti vegetali allo stato naturale o trasformati                                                 | Lazio Archiviato il 29 ottobre 2007 in Internet Archive. |
| 183 |          | Tartufo di Saracinesco | Prodotti vegetali allo stato naturale o trasformati                                                 | Lazio Archiviato il 29 ottobre 2007 in Internet Archive. |
| 184 |          | Uva da tavola pizzutello di Tivoli | Prodotti vegetali allo stato naturale o trasformati                                                 | Lazio Archiviato il 29 ottobre 2007 in Internet Archive. |
| 185 |          | Visciolo dei Monti Lepini | Prodotti vegetali allo stato naturale o trasformati                                                 | Lazio Archiviato il 29 ottobre 2007 in Internet Archive. |
| 186 |          | Zucchina con il fiore | Prodotti vegetali allo stato naturale o trasformati                                                 | Lazio Archiviato il 29 ottobre 2007 in Internet Archive. |
| 187 |          | Amaretti | Paste fresche e prodotti della panetteria, della biscotteria, della pasticceria e della confetteria | Lazio Archiviato il 29 ottobre 2007 in Internet Archive. |
| 188 |          | Amaretti casperiani | Paste fresche e prodotti della panetteria, della biscotteria, della pasticceria e della confetteria | Lazio Archiviato il 29 ottobre 2007 in Internet Archive. |
| 189 |          | Amaretto di Guarcino | Paste fresche e prodotti della panetteria, della biscotteria, della pasticceria e della confetteria | Lazio Archiviato il 29 ottobre 2007 in Internet Archive. |
| 190 |          | Barachia | Paste fresche e prodotti della panetteria, della biscotteria, della pasticceria e della confetteria | Lazio Archiviato il 29 ottobre 2007 in Internet Archive. |
| 191 |          | Bastoni | Paste fresche e prodotti della panetteria, della biscotteria, della pasticceria e della confetteria | Lazio Archiviato il 29 ottobre 2007 in Internet Archive. |
| 192 |          | Biscotti | Paste fresche e prodotti della panetteria, della biscotteria, della pasticceria e della confetteria | Lazio Archiviato il 29 ottobre 2007 in Internet Archive. |
| 193 |          | Biscotti e ciambelle all'uovo | Paste fresche e prodotti della panetteria, della biscotteria, della pasticceria e della confetteria | Lazio Archiviato il 29 ottobre 2007 in Internet Archive. |
| 194 |          | Biscotti sezzesi | Paste fresche e prodotti della panetteria, della biscotteria, della pasticceria e della confetteria | Lazio Archiviato il 29 ottobre 2007 in Internet Archive. |
| 195 |          | Biscotto di Sant'Antonio | Paste fresche e prodotti della panetteria, della biscotteria, della pasticceria e della confetteria | Lazio Archiviato il 29 ottobre 2007 in Internet Archive. |
| 196 |          | Biscotto di Sant'Anselmo | Paste fresche e prodotti della panetteria, della biscotteria, della pasticceria e della confetteria | Lazio Archiviato il 29 ottobre 2007 in Internet Archive. |
| 197 |          | Bussolani | Paste fresche e prodotti della panetteria, della biscotteria, della pasticceria e della confetteria | Lazio Archiviato il 29 ottobre 2007 in Internet Archive. |
| 198 |          | Cacchiarelle | Paste fresche e prodotti della panetteria, della biscotteria, della pasticceria e della confetteria | Lazio Archiviato il 29 ottobre 2007 in Internet Archive. |
| 199 |          | Caciata di Sezze | Paste fresche e prodotti della panetteria, della biscotteria, della pasticceria e della confetteria | Lazio Archiviato il 29 ottobre 2007 in Internet Archive. |
| 200 |          | Caciatella di Maenza | Paste fresche e prodotti della panetteria, della biscotteria, della pasticceria e della confetteria | Lazio Archiviato il 29 ottobre 2007 in Internet Archive. |
| 201 |          | Cacione di Civitella San Paolo | Paste fresche e prodotti della panetteria, della biscotteria, della pasticceria e della confetteria | Lazio Archiviato il 29 ottobre 2007 in Internet Archive. |
| 202 |          | Calzone con verdure | Paste fresche e prodotti della panetteria, della biscotteria, della pasticceria e della confetteria | Lazio Archiviato il 29 ottobre 2007 in Internet Archive. |
| 203 |          | Casata pontecorvese | Paste fresche e prodotti della panetteria, della biscotteria, della pasticceria e della confetteria | Lazio Archiviato il 29 ottobre 2007 in Internet Archive. |
| 204 |          | Castagnaccio | Paste fresche e prodotti della panetteria, della biscotteria, della pasticceria e della confetteria | Lazio Archiviato il 29 ottobre 2007 in Internet Archive. |
| 205 |          | Castagne stampate | Paste fresche e prodotti della panetteria, della biscotteria, della pasticceria e della confetteria | Lazio Archiviato il 29 ottobre 2007 in Internet Archive. |
| 206 |          | Ciacamarini | Paste fresche e prodotti della panetteria, della biscotteria, della pasticceria e della confetteria | Lazio Archiviato il 29 ottobre 2007 in Internet Archive. |
| 207 |          | Ciambella a cancello | Paste fresche e prodotti della panetteria, della biscotteria, della pasticceria e della confetteria | Lazio Archiviato il 29 ottobre 2007 in Internet Archive. |
| 208 |          | Ciambella al mosto | Paste fresche e prodotti della panetteria, della biscotteria, della pasticceria e della confetteria | Lazio Archiviato il 29 ottobre 2007 in Internet Archive. |
| 209 |          | Ciambella all'acqua (ciammella all'acqua) di Maenza | Paste fresche e prodotti della panetteria, della biscotteria, della pasticceria e della confetteria | Lazio Archiviato il 29 ottobre 2007 in Internet Archive. |
| 210 |          | Ciambella all'anice di Veroli | Paste fresche e prodotti della panetteria, della biscotteria, della pasticceria e della confetteria | Lazio Archiviato il 29 ottobre 2007 in Internet Archive. |
| 211 |          | Ciambelle al vino | Paste fresche e prodotti della panetteria, della biscotteria, della pasticceria e della confetteria | Lazio Archiviato il 29 ottobre 2007 in Internet Archive. |
| 212 |          | Ciambelle al vino moscato di Terracina | Paste fresche e prodotti della panetteria, della biscotteria, della pasticceria e della confetteria | Lazio Archiviato il 29 ottobre 2007 in Internet Archive. |
| 213 |          | Ciambelle con l'anice | Paste fresche e prodotti della panetteria, della biscotteria, della pasticceria e della confetteria | Lazio Archiviato il 29 ottobre 2007 in Internet Archive. |
| 214 |          | Ciambelle degli sposi di Rocca di Papa | Paste fresche e prodotti della panetteria, della biscotteria, della pasticceria e della confetteria | Lazio Archiviato il 29 ottobre 2007 in Internet Archive. |
| 215 |          | Ciambelle del barone | Paste fresche e prodotti della panetteria, della biscotteria, della pasticceria e della confetteria | Lazio Archiviato il 29 ottobre 2007 in Internet Archive. |
| 216 |          | Ciambelle di magro di Sermoneta | Paste fresche e prodotti della panetteria, della biscotteria, della pasticceria e della confetteria | Lazio Archiviato il 29 ottobre 2007 in Internet Archive. |
| 217 |          | Ciambelle n'cotte | Paste fresche e prodotti della panetteria, della biscotteria, della pasticceria e della confetteria | Lazio Archiviato il 29 ottobre 2007 in Internet Archive. |
| 218 |          | Ciambelle salate | Paste fresche e prodotti della panetteria, della biscotteria, della pasticceria e della confetteria | Lazio Archiviato il 29 ottobre 2007 in Internet Archive. |
| 219 |          | Ciambelle scottolate di Priverno (ciambelle col gelo; ciammelle d'acqua) | Paste fresche e prodotti della panetteria, della biscotteria, della pasticceria e della confetteria | Lazio Archiviato il 29 ottobre 2007 in Internet Archive. |
| 220 |          | Ciambelline | Paste fresche e prodotti della panetteria, della biscotteria, della pasticceria e della confetteria | Lazio Archiviato il 29 ottobre 2007 in Internet Archive. |
| 221 |          | Ciammella ellenese | Paste fresche e prodotti della panetteria, della biscotteria, della pasticceria e della confetteria | Lazio Archiviato il 29 ottobre 2007 in Internet Archive. |
| 222 |          | Ciammelle d'ova | Paste fresche e prodotti della panetteria, della biscotteria, della pasticceria e della confetteria | Lazio Archiviato il 29 ottobre 2007 in Internet Archive. |
| 223 |          | Ciammellono | Paste fresche e prodotti della panetteria, della biscotteria, della pasticceria e della confetteria | Lazio Archiviato il 29 ottobre 2007 in Internet Archive. |
| 224 |          | Ciriola romana | Paste fresche e prodotti della panetteria, della biscotteria, della pasticceria e della confetteria | Lazio Archiviato il 29 ottobre 2007 in Internet Archive. |
| 225 |          | Crostate viscioli di Sezze | Paste fresche e prodotti della panetteria, della biscotteria, della pasticceria e della confetteria | Lazio Archiviato il 29 ottobre 2007 in Internet Archive. |
| 226 |          | Crostatino ripieno | Paste fresche e prodotti della panetteria, della biscotteria, della pasticceria e della confetteria | Lazio Archiviato il 29 ottobre 2007 in Internet Archive. |
| 227 |          | Crustoli de Girgenti | Paste fresche e prodotti della panetteria, della biscotteria, della pasticceria e della confetteria | Lazio Archiviato il 29 ottobre 2007 in Internet Archive. |
| 228 |          | Cuzzi di Roviano | Paste fresche e prodotti della panetteria, della biscotteria, della pasticceria e della confetteria | Lazio Archiviato il 29 ottobre 2007 in Internet Archive. |
| 229 |          | Dolce alle fave di San Giuseppe da Leonessa | Paste fresche e prodotti della panetteria, della biscotteria, della pasticceria e della confetteria | Lazio Archiviato il 29 ottobre 2007 in Internet Archive. |
| 230 |          | Dolce di patate | Paste fresche e prodotti della panetteria, della biscotteria, della pasticceria e della confetteria | Lazio Archiviato il 29 ottobre 2007 in Internet Archive. |
| 231 |          | Falia | Paste fresche e prodotti della panetteria, della biscotteria, della pasticceria e della confetteria | Lazio Archiviato il 29 ottobre 2007 in Internet Archive. |
| 232 |          | Fave dei morti | Paste fresche e prodotti della panetteria, della biscotteria, della pasticceria e della confetteria | Lazio Archiviato il 29 ottobre 2007 in Internet Archive. |
| 233 |          | Ferratelle | Paste fresche e prodotti della panetteria, della biscotteria, della pasticceria e della confetteria | Lazio Archiviato il 29 ottobre 2007 in Internet Archive. |
| 234 |          | Fettarelle | Paste fresche e prodotti della panetteria, della biscotteria, della pasticceria e della confetteria | Lazio Archiviato il 29 ottobre 2007 in Internet Archive. |
| 235 |          | Fettuccine | Paste fresche e prodotti della panetteria, della biscotteria, della pasticceria e della confetteria | Lazio Archiviato il 29 ottobre 2007 in Internet Archive. |
| 236 |          | Filone sciapo da 1 kg. | Paste fresche e prodotti della panetteria, della biscotteria, della pasticceria e della confetteria | Lazio Archiviato il 29 ottobre 2007 in Internet Archive. |
| 237 |          | Frascarelli | Paste fresche e prodotti della panetteria, della biscotteria, della pasticceria e della confetteria | Lazio Archiviato il 29 ottobre 2007 in Internet Archive. |
| 238 |          | Frittelli di riso | Paste fresche e prodotti della panetteria, della biscotteria, della pasticceria e della confetteria | Lazio Archiviato il 29 ottobre 2007 in Internet Archive. |
| 239 |          | Frittelline di mele di Maenza | Paste fresche e prodotti della panetteria, della biscotteria, della pasticceria e della confetteria | Lazio Archiviato il 29 ottobre 2007 in Internet Archive. |
| 240 |          | Frittellone di Civita Castellana | Paste fresche e prodotti della panetteria, della biscotteria, della pasticceria e della confetteria | Lazio Archiviato il 29 ottobre 2007 in Internet Archive. |
| 241 |          | Giglietto (di Sermoneta, di Priverno, di Palestrina) | Paste fresche e prodotti della panetteria, della biscotteria, della pasticceria e della confetteria | Lazio Archiviato il 29 ottobre 2007 in Internet Archive. |
| 242 |          | Gliu panettono di Maenza | Paste fresche e prodotti della panetteria, della biscotteria, della pasticceria e della confetteria | Lazio Archiviato il 29 ottobre 2007 in Internet Archive. |
| 243 |          | Gnocchetti di polenta | Paste fresche e prodotti della panetteria, della biscotteria, della pasticceria e della confetteria | Lazio Archiviato il 29 ottobre 2007 in Internet Archive. |
| 244 |          | Gnocchi de lu contadino | Paste fresche e prodotti della panetteria, della biscotteria, della pasticceria e della confetteria | Lazio Archiviato il 29 ottobre 2007 in Internet Archive. |
| 245 |          | Gnocchi di castagne | Paste fresche e prodotti della panetteria, della biscotteria, della pasticceria e della confetteria | Lazio Archiviato il 29 ottobre 2007 in Internet Archive. |
| 246 |          | Gnocchi ricci | Paste fresche e prodotti della panetteria, della biscotteria, della pasticceria e della confetteria | Lazio Archiviato il 29 ottobre 2007 in Internet Archive. |
| 247 |          | I recresciuti di Maenza | Paste fresche e prodotti della panetteria, della biscotteria, della pasticceria e della confetteria | Lazio Archiviato il 29 ottobre 2007 in Internet Archive. |
| 248 |          | Imbriachelle | Paste fresche e prodotti della panetteria, della biscotteria, della pasticceria e della confetteria | Lazio Archiviato il 29 ottobre 2007 in Internet Archive. |
| 249 |          | La copeta | Paste fresche e prodotti della panetteria, della biscotteria, della pasticceria e della confetteria | Lazio Archiviato il 29 ottobre 2007 in Internet Archive. |
| 250 |          | Lacna stracciata di Norma | Paste fresche e prodotti della panetteria, della biscotteria, della pasticceria e della confetteria | Lazio Archiviato il 29 ottobre 2007 in Internet Archive. |
| 251 |          | Le crespelle di maenza | Paste fresche e prodotti della panetteria, della biscotteria, della pasticceria e della confetteria | Lazio Archiviato il 29 ottobre 2007 in Internet Archive. |
| 252 |          | Lu cavalluccio e la puccanella | Paste fresche e prodotti della panetteria, della biscotteria, della pasticceria e della confetteria | Lazio Archiviato il 29 ottobre 2007 in Internet Archive. |
| 253 |          | Maccheroni | Paste fresche e prodotti della panetteria, della biscotteria, della pasticceria e della confetteria | Lazio Archiviato il 29 ottobre 2007 in Internet Archive. |
| 254 |          | Maccheroni a matassa | Paste fresche e prodotti della panetteria, della biscotteria, della pasticceria e della confetteria | Lazio Archiviato il 29 ottobre 2007 in Internet Archive. |
| 255 |          | Maltagliati o fregnacce | Paste fresche e prodotti della panetteria, della biscotteria, della pasticceria e della confetteria | Lazio Archiviato il 29 ottobre 2007 in Internet Archive. |
| 256 |          | Mostaccioli | Paste fresche e prodotti della panetteria, della biscotteria, della pasticceria e della confetteria | Lazio Archiviato il 29 ottobre 2007 in Internet Archive. |
| 257 |          | Mostarde ponzesi | Paste fresche e prodotti della panetteria, della biscotteria, della pasticceria e della confetteria | Lazio Archiviato il 29 ottobre 2007 in Internet Archive. |
| 258 |          | Murzelli | Paste fresche e prodotti della panetteria, della biscotteria, della pasticceria e della confetteria | Lazio Archiviato il 29 ottobre 2007 in Internet Archive. |
| 259 |          | Murzitti | Paste fresche e prodotti della panetteria, della biscotteria, della pasticceria e della confetteria | Lazio Archiviato il 29 ottobre 2007 in Internet Archive. |
| 260 |          | Pacchiarotti | Paste fresche e prodotti della panetteria, della biscotteria, della pasticceria e della confetteria | Lazio Archiviato il 29 ottobre 2007 in Internet Archive. |
| 261 |          | Pagnottelle di Salatuoro di Sezze | Paste fresche e prodotti della panetteria, della biscotteria, della pasticceria e della confetteria | Lazio Archiviato il 29 ottobre 2007 in Internet Archive. |
| 262 |          | Palombella | Paste fresche e prodotti della panetteria, della biscotteria, della pasticceria e della confetteria | Lazio Archiviato il 29 ottobre 2007 in Internet Archive. |
| 263 |          | Pane cafone | Paste fresche e prodotti della panetteria, della biscotteria, della pasticceria e della confetteria | Lazio Archiviato il 29 ottobre 2007 in Internet Archive. |
| 264 |          | Pane casareccio di Lariano | Paste fresche e prodotti della panetteria, della biscotteria, della pasticceria e della confetteria | Lazio Archiviato il 29 ottobre 2007 in Internet Archive. |
| 265 |          | Pane casareccio di Lugnola | Paste fresche e prodotti della panetteria, della biscotteria, della pasticceria e della confetteria | Lazio Archiviato il 29 ottobre 2007 in Internet Archive. |
| 266 |          | Pane casareccio di Montelibretti | Paste fresche e prodotti della panetteria, della biscotteria, della pasticceria e della confetteria | Lazio Archiviato il 29 ottobre 2007 in Internet Archive. |
| 267 |          | Pane con le olive bianche e nere | Paste fresche e prodotti della panetteria, della biscotteria, della pasticceria e della confetteria | Lazio Archiviato il 29 ottobre 2007 in Internet Archive. |
| 268 |          | Pane con le patate (con purea di patate) | Paste fresche e prodotti della panetteria, della biscotteria, della pasticceria e della confetteria | Lazio Archiviato il 29 ottobre 2007 in Internet Archive. |
| 269 |          | Pane di Canale Monterano | Paste fresche e prodotti della panetteria, della biscotteria, della pasticceria e della confetteria | Lazio Archiviato il 29 ottobre 2007 in Internet Archive. |
| 270 |          | Pane di semola di grano duro (pane nero di Monte Romano, di Allumiere) | Paste fresche e prodotti della panetteria, della biscotteria, della pasticceria e della confetteria | Lazio Archiviato il 29 ottobre 2007 in Internet Archive. |
| 271 |          | Pane di Veroli | Paste fresche e prodotti della panetteria, della biscotteria, della pasticceria e della confetteria | Lazio Archiviato il 29 ottobre 2007 in Internet Archive. |
| 272 |          | Pane integrale al forno a legna | Paste fresche e prodotti della panetteria, della biscotteria, della pasticceria e della confetteria | Lazio Archiviato il 29 ottobre 2007 in Internet Archive. |
| 273 |          | Pangiallo | Paste fresche e prodotti della panetteria, della biscotteria, della pasticceria e della confetteria | Lazio Archiviato il 29 ottobre 2007 in Internet Archive. |
| 274 |          | Panicella di Sperlonga | Paste fresche e prodotti della panetteria, della biscotteria, della pasticceria e della confetteria | Lazio Archiviato il 29 ottobre 2007 in Internet Archive. |
| 275 |          | Panini all'olio | Paste fresche e prodotti della panetteria, della biscotteria, della pasticceria e della confetteria | Lazio Archiviato il 29 ottobre 2007 in Internet Archive. |
| 276 |          | Panpapato | Paste fresche e prodotti della panetteria, della biscotteria, della pasticceria e della confetteria | Lazio Archiviato il 29 ottobre 2007 in Internet Archive. |
| 277 |          | Panpepato | Paste fresche e prodotti della panetteria, della biscotteria, della pasticceria e della confetteria | Lazio Archiviato il 29 ottobre 2007 in Internet Archive. |
| 278 |          | Pasta di mandorle (pasta de' mandorle) di Maenza, Sezze, Latina | Paste fresche e prodotti della panetteria, della biscotteria, della pasticceria e della confetteria | Lazio Archiviato il 29 ottobre 2007 in Internet Archive. |
| 279 |          | Pastarelle col cremore | Paste fresche e prodotti della panetteria, della biscotteria, della pasticceria e della confetteria | Lazio Archiviato il 29 ottobre 2007 in Internet Archive. |
| 280 |          | Paste di viscioli di Sezze | Paste fresche e prodotti della panetteria, della biscotteria, della pasticceria e della confetteria | Lazio Archiviato il 29 ottobre 2007 in Internet Archive. |
| 281 |          | Pezzetti (Sermoneta) | Paste fresche e prodotti della panetteria, della biscotteria, della pasticceria e della confetteria | Lazio Archiviato il 29 ottobre 2007 in Internet Archive. |
| 282 |          | Pizza (per terra, sfogliata, con farina di mais, somma, rossa, bianca, sotto la brace, con gli sfrizzoli) | Paste fresche e prodotti della panetteria, della biscotteria, della pasticceria e della confetteria | Lazio Archiviato il 29 ottobre 2007 in Internet Archive. |
| 283 |          | Pizza a gli mattono di Sezze (pizza a gli soio di Sezze) | Paste fresche e prodotti della panetteria, della biscotteria, della pasticceria e della confetteria | Lazio Archiviato il 29 ottobre 2007 in Internet Archive. |
| 284 |          | Pizza di Pasqua della Tuscia (dolci o al formaggio) | Paste fresche e prodotti della panetteria, della biscotteria, della pasticceria e della confetteria | Lazio Archiviato il 29 ottobre 2007 in Internet Archive. |
| 285 |          | Pizza d'ova | Paste fresche e prodotti della panetteria, della biscotteria, della pasticceria e della confetteria | Lazio Archiviato il 29 ottobre 2007 in Internet Archive. |
| 286 |          | Pizza fritta | Paste fresche e prodotti della panetteria, della biscotteria, della pasticceria e della confetteria | Lazio Archiviato il 29 ottobre 2007 in Internet Archive. |
| 287 |          | Pizza grassa | Paste fresche e prodotti della panetteria, della biscotteria, della pasticceria e della confetteria | Lazio Archiviato il 29 ottobre 2007 in Internet Archive. |
| 288 |          | Pizzarelle di Cerreto Laziale | Paste fresche e prodotti della panetteria, della biscotteria, della pasticceria e della confetteria | Lazio Archiviato il 29 ottobre 2007 in Internet Archive. |
| 289 |          | Pizza sucia | Paste fresche e prodotti della panetteria, della biscotteria, della pasticceria e della confetteria | Lazio Archiviato il 29 ottobre 2007 in Internet Archive. |
| 290 |          | Pizzicotti (biscotti) | Paste fresche e prodotti della panetteria, della biscotteria, della pasticceria e della confetteria | Lazio Archiviato il 29 ottobre 2007 in Internet Archive. |
| 291 |          | Pizzicotto (pasta alimentare) | Paste fresche e prodotti della panetteria, della biscotteria, della pasticceria e della confetteria | Lazio Archiviato il 29 ottobre 2007 in Internet Archive. |
| 292 |          | Polentini | Paste fresche e prodotti della panetteria, della biscotteria, della pasticceria e della confetteria | Lazio Archiviato il 29 ottobre 2007 in Internet Archive. |
| 293 |          | Pupazza frascatana | Paste fresche e prodotti della panetteria, della biscotteria, della pasticceria e della confetteria | Lazio Archiviato il 29 ottobre 2007 in Internet Archive. |
| 294 |          | Ravioli con crema di castagne | Paste fresche e prodotti della panetteria, della biscotteria, della pasticceria e della confetteria | Lazio Archiviato il 29 ottobre 2007 in Internet Archive. |
| 295 |          | Ravioli di patate | Paste fresche e prodotti della panetteria, della biscotteria, della pasticceria e della confetteria | Lazio Archiviato il 29 ottobre 2007 in Internet Archive. |
| 296 |          | Raviolo di San Pancrazio | Paste fresche e prodotti della panetteria, della biscotteria, della pasticceria e della confetteria | Lazio Archiviato il 29 ottobre 2007 in Internet Archive. |
| 297 |          | Sagne | Paste fresche e prodotti della panetteria, della biscotteria, della pasticceria e della confetteria | Lazio Archiviato il 29 ottobre 2007 in Internet Archive. |
| 298 |          | Salame del re | Paste fresche e prodotti della panetteria, della biscotteria, della pasticceria e della confetteria | Lazio Archiviato il 29 ottobre 2007 in Internet Archive. |
| 299 |          | Salavatici di Roviano | Paste fresche e prodotti della panetteria, della biscotteria, della pasticceria e della confetteria | Lazio Archiviato il 29 ottobre 2007 in Internet Archive. |
| 300 |          | Sciuscella | Paste fresche e prodotti della panetteria, della biscotteria, della pasticceria e della confetteria | Lazio Archiviato il 29 ottobre 2007 in Internet Archive. |
| 301 |          | Serpentone alle mandorle di Sant'Anatolia | Paste fresche e prodotti della panetteria, della biscotteria, della pasticceria e della confetteria | Lazio Archiviato il 29 ottobre 2007 in Internet Archive. |
| 302 |          | Serpette | Paste fresche e prodotti della panetteria, della biscotteria, della pasticceria e della confetteria | Lazio Archiviato il 29 ottobre 2007 in Internet Archive. |
| 303 |          | Serpette di Sermoneta | Paste fresche e prodotti della panetteria, della biscotteria, della pasticceria e della confetteria | Lazio Archiviato il 29 ottobre 2007 in Internet Archive. |
| 304 |          | Sfusellati | Paste fresche e prodotti della panetteria, della biscotteria, della pasticceria e della confetteria | Lazio Archiviato il 29 ottobre 2007 in Internet Archive. |
| 305 |          | Spaccaregli di Sezze | Paste fresche e prodotti della panetteria, della biscotteria, della pasticceria e della confetteria | Lazio Archiviato il 29 ottobre 2007 in Internet Archive. |
| 306 |          | Spumette | Paste fresche e prodotti della panetteria, della biscotteria, della pasticceria e della confetteria | Lazio Archiviato il 29 ottobre 2007 in Internet Archive. |
| 307 |          | Strozzapreti | Paste fresche e prodotti della panetteria, della biscotteria, della pasticceria e della confetteria | Lazio Archiviato il 29 ottobre 2007 in Internet Archive. |
| 308 |          | Struffoli di Sezze e Lenola | Paste fresche e prodotti della panetteria, della biscotteria, della pasticceria e della confetteria | Lazio Archiviato il 29 ottobre 2007 in Internet Archive. |
| 309 |          | Subiachini | Paste fresche e prodotti della panetteria, della biscotteria, della pasticceria e della confetteria | Lazio Archiviato il 29 ottobre 2007 in Internet Archive. |
| 310 |          | Tagliatelle di castagne | Paste fresche e prodotti della panetteria, della biscotteria, della pasticceria e della confetteria | Lazio Archiviato il 29 ottobre 2007 in Internet Archive. |
| 312 |          | Taralli | Paste fresche e prodotti della panetteria, della biscotteria, della pasticceria e della confetteria | Lazio Archiviato il 29 ottobre 2007 in Internet Archive. |
| 312 |          | Tersitti de Girgenti | Paste fresche e prodotti della panetteria, della biscotteria, della pasticceria e della confetteria | Lazio Archiviato il 29 ottobre 2007 in Internet Archive. |
| 313 |          | Terzetti | Paste fresche e prodotti della panetteria, della biscotteria, della pasticceria e della confetteria | Lazio Archiviato il 29 ottobre 2007 in Internet Archive. |
| 314 |          | Tiella di Gaeta | Paste fresche e prodotti della panetteria, della biscotteria, della pasticceria e della confetteria | Lazio Archiviato il 29 ottobre 2007 in Internet Archive. |
| 315 |          | Tisichelle viterbesi | Paste fresche e prodotti della panetteria, della biscotteria, della pasticceria e della confetteria | Lazio Archiviato il 29 ottobre 2007 in Internet Archive. |
| 316 |          | Torroncino di Alvito | Paste fresche e prodotti della panetteria, della biscotteria, della pasticceria e della confetteria | Lazio Archiviato il 29 ottobre 2007 in Internet Archive. |
| 317 |          | Torta di ricotta di Sermoneta | Paste fresche e prodotti della panetteria, della biscotteria, della pasticceria e della confetteria | Lazio Archiviato il 29 ottobre 2007 in Internet Archive. |
| 318 |          | Torta pasquale (tortano di pasqua, torteno 1 e 2) | Paste fresche e prodotti della panetteria, della biscotteria, della pasticceria e della confetteria | Lazio Archiviato il 29 ottobre 2007 in Internet Archive. |
| 319 |          | Torta pasqualina | Paste fresche e prodotti della panetteria, della biscotteria, della pasticceria e della confetteria | Lazio Archiviato il 29 ottobre 2007 in Internet Archive. |
| 320 |          | Torteri di Lenola | Paste fresche e prodotti della panetteria, della biscotteria, della pasticceria e della confetteria | Lazio Archiviato il 29 ottobre 2007 in Internet Archive. |
| 321 |          | Tortolo di Pasqua | Paste fresche e prodotti della panetteria, della biscotteria, della pasticceria e della confetteria | Lazio Archiviato il 29 ottobre 2007 in Internet Archive. |
| 322 |          | Tortolo di Sezze | Paste fresche e prodotti della panetteria, della biscotteria, della pasticceria e della confetteria | Lazio Archiviato il 29 ottobre 2007 in Internet Archive. |
| 323 |          | Tozzetti (di Viterbo) | Paste fresche e prodotti della panetteria, della biscotteria, della pasticceria e della confetteria | Lazio Archiviato il 29 ottobre 2007 in Internet Archive. |
| 324 |          | Tozzetti di pasta frolla | Paste fresche e prodotti della panetteria, della biscotteria, della pasticceria e della confetteria | Lazio Archiviato il 29 ottobre 2007 in Internet Archive. |
| 325 |          | Treccia all'anice di Civitella San Paolo | Paste fresche e prodotti della panetteria, della biscotteria, della pasticceria e della confetteria | Lazio Archiviato il 29 ottobre 2007 in Internet Archive. |
| 326 |          | Tusichelle | Paste fresche e prodotti della panetteria, della biscotteria, della pasticceria e della confetteria | Lazio Archiviato il 29 ottobre 2007 in Internet Archive. |
| 327 |          | Zaoiardi di Anagni | Paste fresche e prodotti della panetteria, della biscotteria, della pasticceria e della confetteria | Lazio Archiviato il 29 ottobre 2007 in Internet Archive. |
| 328 |          | Zippole | Paste fresche e prodotti della panetteria, della biscotteria, della pasticceria e della confetteria | Lazio Archiviato il 29 ottobre 2007 in Internet Archive. |
| 329 |          | Alici marinate | Preparazioni di pesci, molluschi e crostacei e tecniche particolari di allevamento degli stessi     | Lazio Archiviato il 29 ottobre 2007 in Internet Archive. |
| 330 |          | Alici sotto sale del Golfo di Gaeta | Preparazioni di pesci, molluschi e crostacei e tecniche particolari di allevamento degli stessi     | Lazio Archiviato il 29 ottobre 2007 in Internet Archive. |
| 331 |          | Anguilla del Lago di Bolsena | Preparazioni di pesci, molluschi e crostacei e tecniche particolari di allevamento degli stessi     | Lazio Archiviato il 29 ottobre 2007 in Internet Archive. |
| 332 |          | Calamita del Lago di Fondi | Preparazioni di pesci, molluschi e crostacei e tecniche particolari di allevamento degli stessi     | Lazio Archiviato il 29 ottobre 2007 in Internet Archive. |
| 333 |          | Coregone (del Lago di Bolsena, del Lago di Bracciano) | Preparazioni di pesci, molluschi e crostacei e tecniche particolari di allevamento degli stessi     | Lazio Archiviato il 29 ottobre 2007 in Internet Archive. |
| 334 |          | Lattarino del Lago di Bracciano | Preparazioni di pesci, molluschi e crostacei e tecniche particolari di allevamento degli stessi     | Lazio Archiviato il 29 ottobre 2007 in Internet Archive. |
| 335 |          | Burrell' (scamorza con burro all'interno) | Prodotti di origine animale (miele, prodotti lattiero caseari di vario tipo escluso il burro)       | Lazio Archiviato il 29 ottobre 2007 in Internet Archive. |
| 336 |          | Fiordilatte | Prodotti di origine animale (miele, prodotti lattiero caseari di vario tipo escluso il burro)       | Lazio Archiviato il 29 ottobre 2007 in Internet Archive. |
| 337 |          | Miele del Monte Rufeno | Prodotti di origine animale (miele, prodotti lattiero caseari di vario tipo escluso il burro)       | Lazio Archiviato il 29 ottobre 2007 in Internet Archive. |
| 338 |          | Miele monoflora di eucalipto della Pianura Pontina | Prodotti di origine animale (miele, prodotti lattiero caseari di vario tipo escluso il burro)       | Lazio Archiviato il 29 ottobre 2007 in Internet Archive. |
| 339 |          | Ricotta di bufala (affumicata, infornata, salata) | Prodotti di origine animale (miele, prodotti lattiero caseari di vario tipo escluso il burro)       | Lazio Archiviato il 29 ottobre 2007 in Internet Archive. |
| 340 |          | Ricotta di pecora e di capra dei Monti Lepini | Prodotti di origine animale (miele, prodotti lattiero caseari di vario tipo escluso il burro)       | Lazio Archiviato il 29 ottobre 2007 in Internet Archive. |
| 341 |          | Ricotta secca | Prodotti di origine animale (miele, prodotti lattiero caseari di vario tipo escluso il burro)       | Lazio Archiviato il 29 ottobre 2007 in Internet Archive. |
| 342 |          | Ricotta viterbese | Prodotti di origine animale (miele, prodotti lattiero caseari di vario tipo escluso il burro)       | Lazio Archiviato il 29 ottobre 2007 in Internet Archive. |